# Język malediwski
Język malediwski, język dhivehi – język indoaryjski używany przez ok. 340 tys. mieszkańców Malediwów oraz na indyjskiej wyspie Minicoy. Blisko spokrewniony z językiem syngaleskim. Używa alfabetu taana pisanego od prawej do lewej, tak jak alfabet arabski.

## Dialekty języka malediwskiego
W divehi wyróżnia się dialekty północne i południowe, niekiedy wzajemnie trudne do zrozumienia (długość archipelagu to 823 km). Dialekty, różniące się wymową i słownictwem, to: male (główny dialekt, używany w stolicy archipelagu – Male), huvadhu, mulaku, addu, haddhunmathee i mahal (މަހަލް) (mahl, także maliku)  – dialekt wysepki Minicoy wchodzącej w skład Lakszadiwów.

## Epizod romanizacji
W 1976 roku na polecenie prezydenta Ibrahima Nasira dokonano latynizacji języka malediwskiego poprzez wprowadzenie Malé latin (nasiri latin), alfabetu opartego na łacińskim. Wywołało to niezadowolenie wśród mieszkańców tego państwa. Kolejny prezydent, wykształcony w Kairze w kulturze islamskiej Maumoon Abdul Gayoom, przywrócił taanę dwa lata później. Pismo nasiri stosowane jest szczątkowo dla opisu nazw lokalnych (miejscowości, ulic itp.) dla zagranicznych turystów.

## Słowa pochodzące z divehi
Słowo „atol”, które weszło do wielu języków świata, pochodzi z malediwskiego atholhu (އަތޮޅު). Pochodzenie słowa rozpoznał i wyjaśnił jego znaczenie Karol Darwin w pracy Budowa i rozprzestrzenianie się raf koralowych (ang. The Structure and Distribution of Coral Reefs), opublikowanej w 1842 roku, w której przedstawił swoją teorię na temat powstawania atoli.